# Superhits
| Recensione | Giudizio |
| ---------- | -------- |
| AllMusic   |          |

Superhits è un album raccolta di Scott McKenzie, pubblicato nel 2005.

## Tracce
1. San Francisco (Be Sure to Wear Flowers in Your Hair) – 2:59 (John Phillips)
2. Celeste – 3:31
3. Reason to Believe – 2:24
4. It's Not Time Now – 2:48
5. Twelve-Thirty – 3:18
6. Like an Old Time Movie – 3:16
7. No No No No No – 2:52
8. Don't Make Promises – 3:56
9. Rooms – 3:28
10. What's the Difference (Chapter 1) – 2:20